# Плахово
Плахово — село Воскресенского сельсовета Данковского района Липецкой области России.

## География
Село находится по обеим берегам реки Птань. Через него проходит автомобильная дорога с остановкой общественного транспорта.

### Улицы
- ул. Заречная
- ул. Молодёжная
- ул. Садовая
- ул. Советская
- ул. Центральная
- ул. Школьная
- пер. Малый

## История
Первоначально Плахово входило в Авдуловскую волость Ефремовского уезда Тульской губернии.
Некоторое время Село Плахово было центром самостоятельного сельского совета. 18 августа 2011 года законом Липецкой области № 536-ОЗ Плаховский сельсовет был включён в Воскресенский сельсовет.

## Население
| 2010 |
| ---- |
| 202  |

Население села в 2009 году составляло 253 человека (90 дворов), в 2015 году — 186 человек.

## Достопримечательности
В 1977 году в центре села был возведён памятник погибшим воинам-землякам, который находится перед зданием Дома культуры.